# Berdelyk
Berdelyk är en persisk-turkisk benämning på matta avsedd som väggbonad. De knyts ofta av silke och som regel är mönstret asymmetriskt så att man direkt kan se hur bonaden ska hänga.